# ساتیرکان

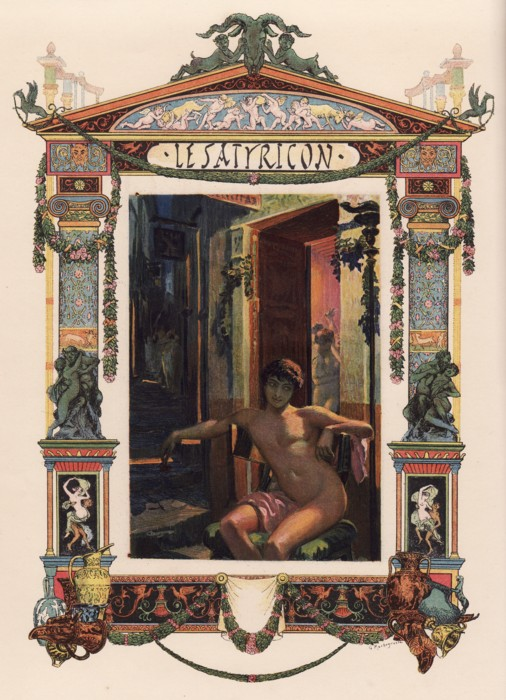
ساتیریکون (Satyricon‎)

ساتیریکون (Satyricon‎) اثری است که در قرن اول میلادی به‌وسیلهٔ گایوس پترونیوس[Gaius Petronius] نوشته شده است. این اثر با لحنی طنزآمیز به زندگی طبقات فرودست در دورهٔ نرون پرداخته است. شخصیت‌های این کتاب از میان افراد ولگرد، متظاهر و بی‌اصل‌ونسبی انتخاب شده‌اند که عملکرد و لحنی طنز دارند.
ساتیریکان از دو بخش Satyr به معنی مرد شهوتی و icon به معنی نگاره تشکیل شده است. می‌توان آن را به نگارهٔ مرد شهوتی ترجمه کرد؛ زیرا از برخی از شخصیت‌های آن رفتاری اروتیک سرمی‌زند و دربرگیرندهٔ صحنه‌های اروتیک است.